# 宮津祭

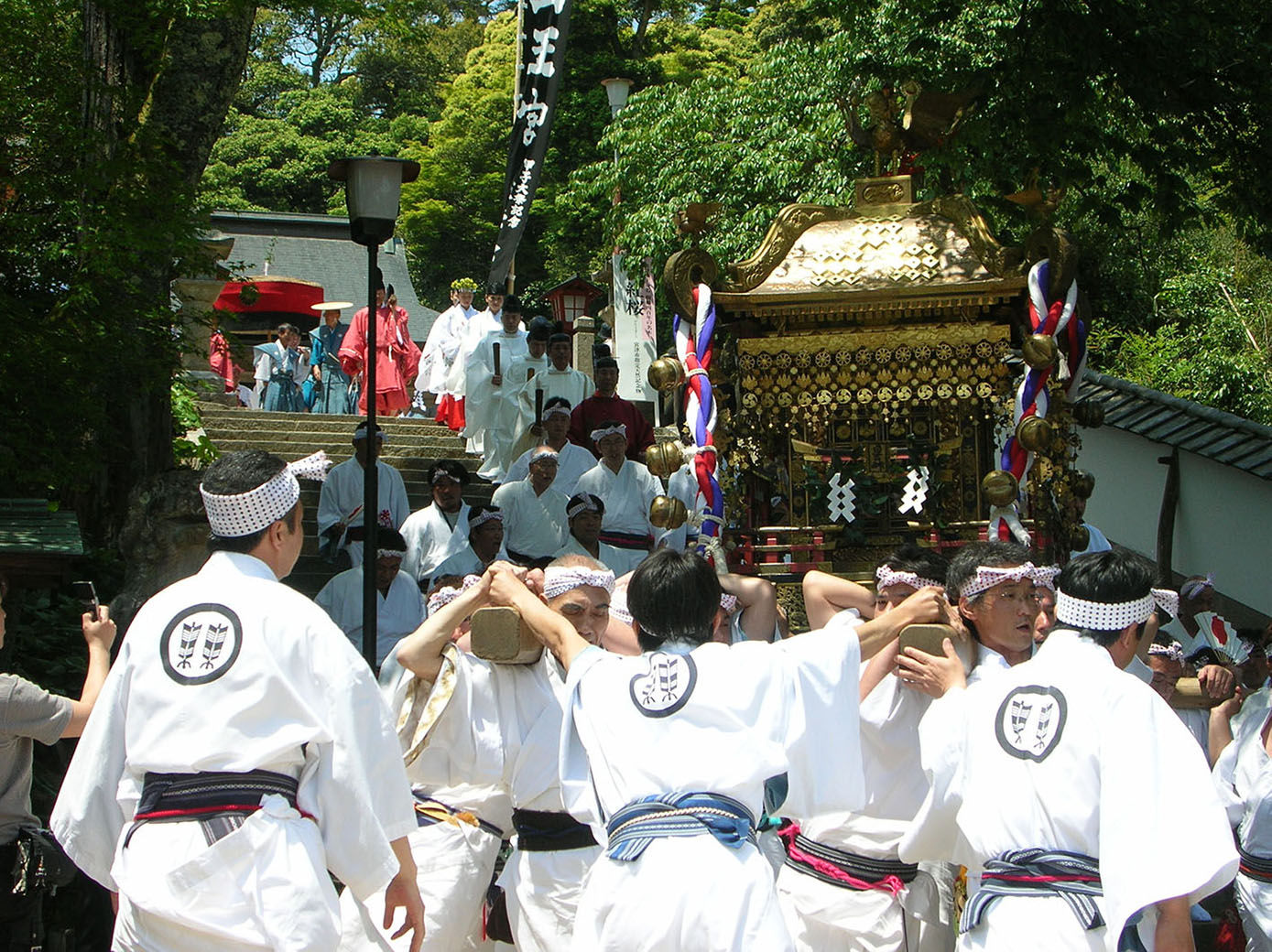
山王宮日吉神社の石段を下る神輿。先ず宮津湾の海辺まで進み、その後街々を巡幸する。

宮津祭（みやづまつり）は京都府宮津市の山王宮日吉神社（さんのうぐうひよしじんじゃ）と和貴宮神社の例祭の総称。正確には「宮津祭」は山王宮日吉神社の例祭「山王祭」の俗称・別名として永く用いられてきた名称である。和貴宮神社の例祭は宮津祭とは別の祭で東祭と呼ばれていたが、昭和中頃に祭礼日を宮津祭同日に変更した経緯を持つ。毎年5月13日から15日にかけて行われ、神輿の巡幸を中心にして神楽や浮太鼓が絡む、当地方最大の祭である。

## 概説
宮津祭の正式な名称である「山王祭」は江戸時代は宮津藩祭とされ、武士もその行列に参加している姿が記録されている。秋祭として行われていた和貴宮神社例祭の東祭、また杉末神社（山王宮摂社）例祭の西祭に対し、春の山王祭は町を統合する祭であり特に「宮津祭」と称された。
祭礼の宗教的な意味は、宮津の氏神とされる山王宮日吉神社の神を年に一度町に迎えて城下の平安を祈ることにあった。神社を出た神輿は宮津湾を迂回して対岸の波路御旅所まで巡幸し、その後外側、京口を経て宮津の町々を廻り深夜に還幸した。こうした祭礼のあり方は現在に於いても大きく変わることなく、巡幸後のお宮入りでは還御の瞬間にすべての祭礼行事が同時に終了する。これは宮津祭の宗教的な目的を達成した象徴的な終わり方とも言える。
伝統芸能としての宮津祭は、郷土芸能である「浮太鼓」（うきだいこ）、そして伊勢神楽の流れをくむ「太神楽」がおこなわれている。とくに漁師町による浮太鼓は宮津市の無形文化財に指定されており、出御・還御に関わる儀式として打ち鳴らす部分と、町中で披露として打ち踊る部分との二つの形態を持ち興味深い。また、昭和初期まで「宮津祭」は芸屋台とよばれる山車を繰り出す曳山祭でもあった。江戸時代後期の「山王祭礼図絵馬」には城下各町が繰り出した26基の山屋台・芸屋台が描かれているが、現在では宮本町「万歳鉾」のみが不定期に巡行して子供歌舞伎を披露している。

## 歴史

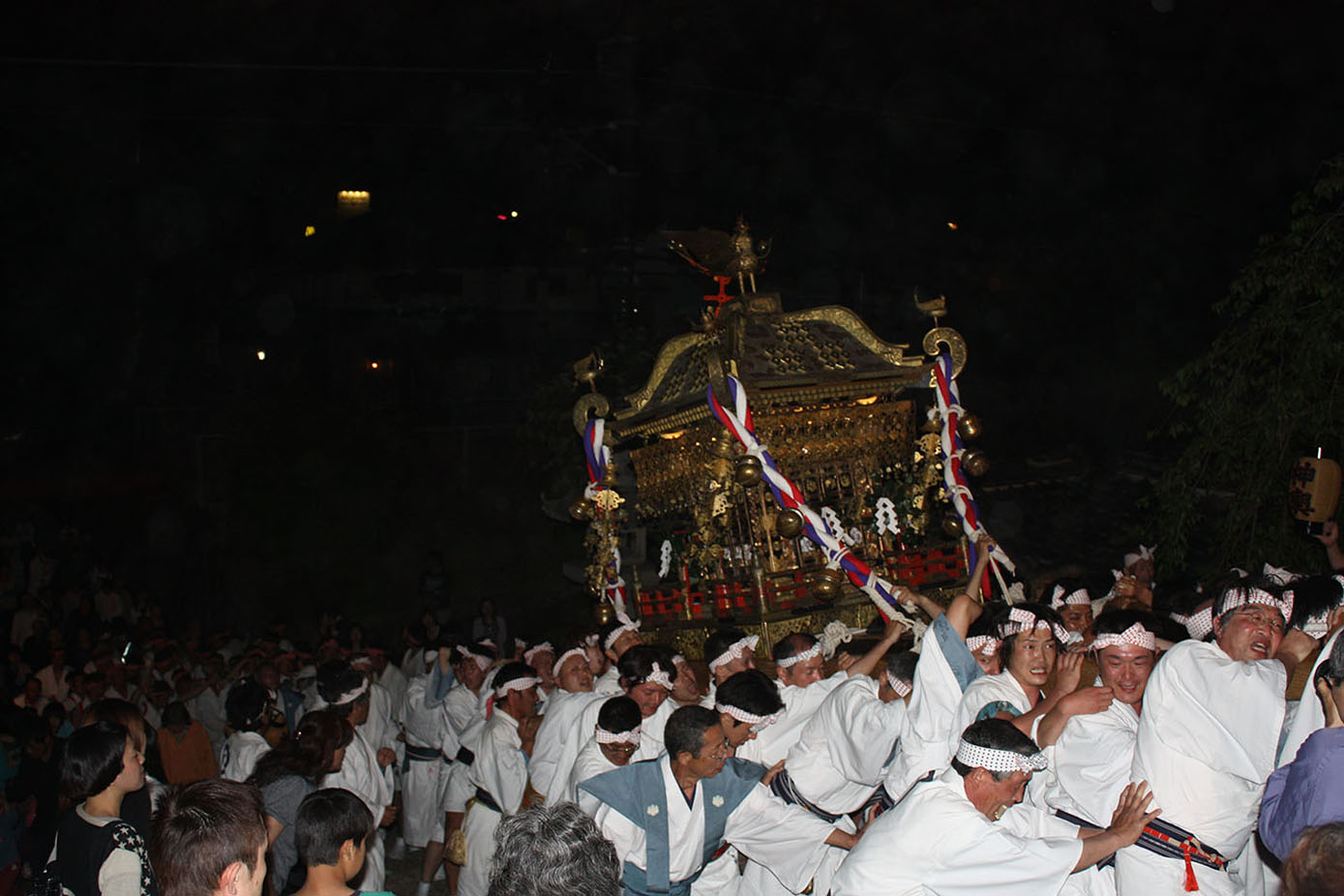
還御　前方に神楽・威儀物の行列、すぐ後方に浮太鼓が続いている。

江戸初期、宮津藩主・京極高広の正保年中（1644年 - 1647年）、それまで行われていた波路迄の山王宮神輿渡御が暫く中断した記録が残されている。これは現在のような波路御旅所までの巡幸が、当時すでに行われていたことを示す記録であるとも言える。日吉の神の使いである猿にちなみ、延宝2年（1674年）4月中の申（サル）の日に復興した山王祭は、元禄年間に入ると神輿巡幸を中心とした祭礼が次第に整えられてゆき、江戸中期には藩主・青山家42年間の安定した時代の中で藩祭「宮津祭（山王祭）」として華やかな祭を繰り広げることになる。
参勤交代による城主在城の年は大祭として、江戸在府の年は小祭として祭礼の規模も変化し、大祭の年は神楽の後の行列に宮津藩より槍20本、馬2匹が加わり、それに各町の山屋台や芸屋台の子供歌舞伎、神輿そして最後に浮太鼓が繰り出す豪華な祭として展開していった。その後に藩主となった本庄氏は7代111年に亘り宮津城主を務めたが、宮津祭（山王祭）には城の大手門、波路門を開いて神輿を始めとする祭礼行列の通行を許し、藩主は城内でそれを見物して褒美を取らせたと記録にある。各町それぞれの山・芸屋台や神楽、浮太鼓は先を争って城内に進んだため、「宮津祭は将棋の駒よ 大手大手と詰めかける」という俗謡が生まれたという。こうして久しく4月中の申の日に行われてきた宮津祭（山王祭）は幕末の安政5年（1858年）に15日に固定され、明治の始め暦が新暦に変わったことを期に、藩主の命により5月15日に改められている。
和貴宮神社は昭和中頃以前は分宮神社と呼ばれていた。これは江戸時代初期に藩主・京極氏が籠神社の分霊を現在の地に祀ったことに由来する。延宝4年（1676年）の宮津氏子区域を示す記録では京街道、東堀川より西が山王氏子とされ、分宮氏子は田町、紺屋町に少々ありとされる。田町、紺屋町は現在の神社前の2つの通りに接する町である。祭礼は江戸時代後期まで行われていなかった。初見となる記録では文化3年（1806年）に練り物を出して祭を行ったとされる。文政10年（1827年）に職人町（宮本町）・万町・本町・魚屋町が分宮の氏子となることによって次第に祭礼が整えられた。祭礼では漁師町により執り行われていた宮津祭（山王祭）の浮太鼓が伝承され、町内は輪番としてこれを執り行った。幕末の文久元年（1861年）・旧暦8月11日には藩より許された神輿が、初めて城内に入った記録が残されている。分宮例祭は秋の祭であり東祭と呼ばれた。祭礼を行う4町は分宮の氏子であり、また旧来の山王宮日吉神社の氏子でもあった。東祭には神楽・神輿・浮太鼓を賑やかに執り行い、春の宮津祭（山王祭）に於いては山屋台・芸屋台を繰り出して子供歌舞伎を演じたのである。
宮津祭（山王祭）はこうして宮津全町が参加の下で、その規模が変化しながらも大正、昭和と続いて行った。文豪・田山花袋により書かれた紀行文「海とトンネル」には大正時代の宮津祭（山王祭）の芸屋台の華やかな子供歌舞伎の様子が賑々しく記されている。1959年（昭和34年）、それまで幾度か変化した和貴宮神社例祭が五月の宮津祭（山王祭）同日に変更されたことにより、以後宮津では東西の町が別々に祭を行うこととなった。特に芸屋台による子供歌舞伎は日程の上からも衰退することになり「万歳鉾」のみが現在に続いている。

## 浮太鼓

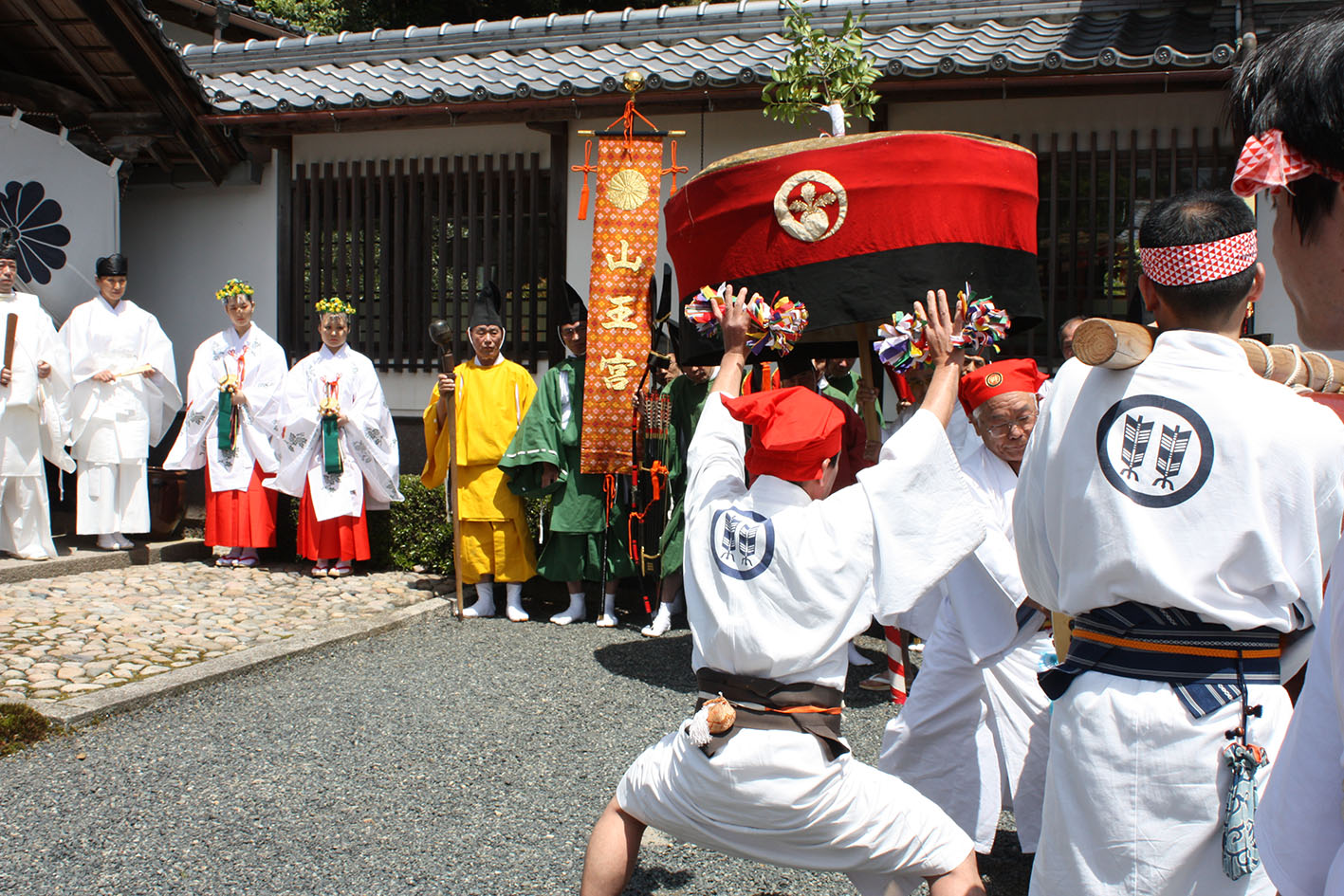
神幸祭の前に宮司家で披露される「浮太鼓」。傘鉾が立てられ、その下で師匠2人による浮太鼓が行われている。

浮太鼓（うきだいこ）は笛と締太鼓のリズムの中で打ち鳴らされる太鼓で、山王宮日吉神社では漁師町が、和貴宮神社では宮本・万町・本町・魚屋・新浜の5町が輪番で執り行っている。浮太鼓は漁師町で始められ、寛政元年（1789年）の山王祭礼の資料では楽・太鼓・笠鉾と記されている。江戸時代中期から祭の成熟と共に完成され、天保12年（1841年）の祭礼資料には浮太鼓の表記が見える。漁師町では現在でも師匠を頂点とする縦の組織のなかで厳格に技が伝えられ、宮津市はこれを無形文化財に指定した。浮とはうかれるの意である。
元々、浮太鼓は笠鉾を立てた下で2人で担いだ太鼓を打ち鳴らしていた。太鼓を屋台に乗せて町内を巡行する現在の形は寛政10年（1798年）より始められたものである。本来の笠鉾の下で打つ浮太鼓は、5月15日朝の山王宮神幸祭の中で再現されている。
浮太鼓は神輿の一連の儀式の中で打ち鳴らされる「打つ」部分と、祭の間に街の各戸で披露される打ちながら「踊る」部分とに大別される。子供から大人に至るまで打つときの手の出し方、回し方、視線の位置などが定められており、熟練と共に太鼓から離れて打つ動作をしながら打たず、まさに囃子に合わせて「踊る」様な仕草となる。特に浮太鼓の一連のながれの結びに行われる師匠格による二人打ちは、左右対称の形で赤い頭巾をかぶり、惚けたように打ち踊る完成された技である。この技をもって「浮太鼓」と呼ばれるのである。
和貴宮神社の浮太鼓は江戸時代後期に漁師町浮太鼓が伝わったものであるが、二人打ちの技などは伝えられなかった。したがって浮太鼓という呼称が使われることはなく単に太鼓と呼ばれていたが、昭和中頃に浮太鼓という名称に変更している。輪番で執り行われる中で各町が独自に特色を出し、現在はリズムや打ち方など本来の浮太鼓とは異なり様々な変化が見られる。神輿宮入り以降も夜中まで打ち鳴らされることもある。賑やかな様は娯楽性が強く、打ち手が祭そのものを楽しんでいる様子がみてとれる。浮太鼓は漁師町から波路や大宮町など他町にも伝わり、各神社の祭礼で披露されている。

## 芸屋台・万歳鉾

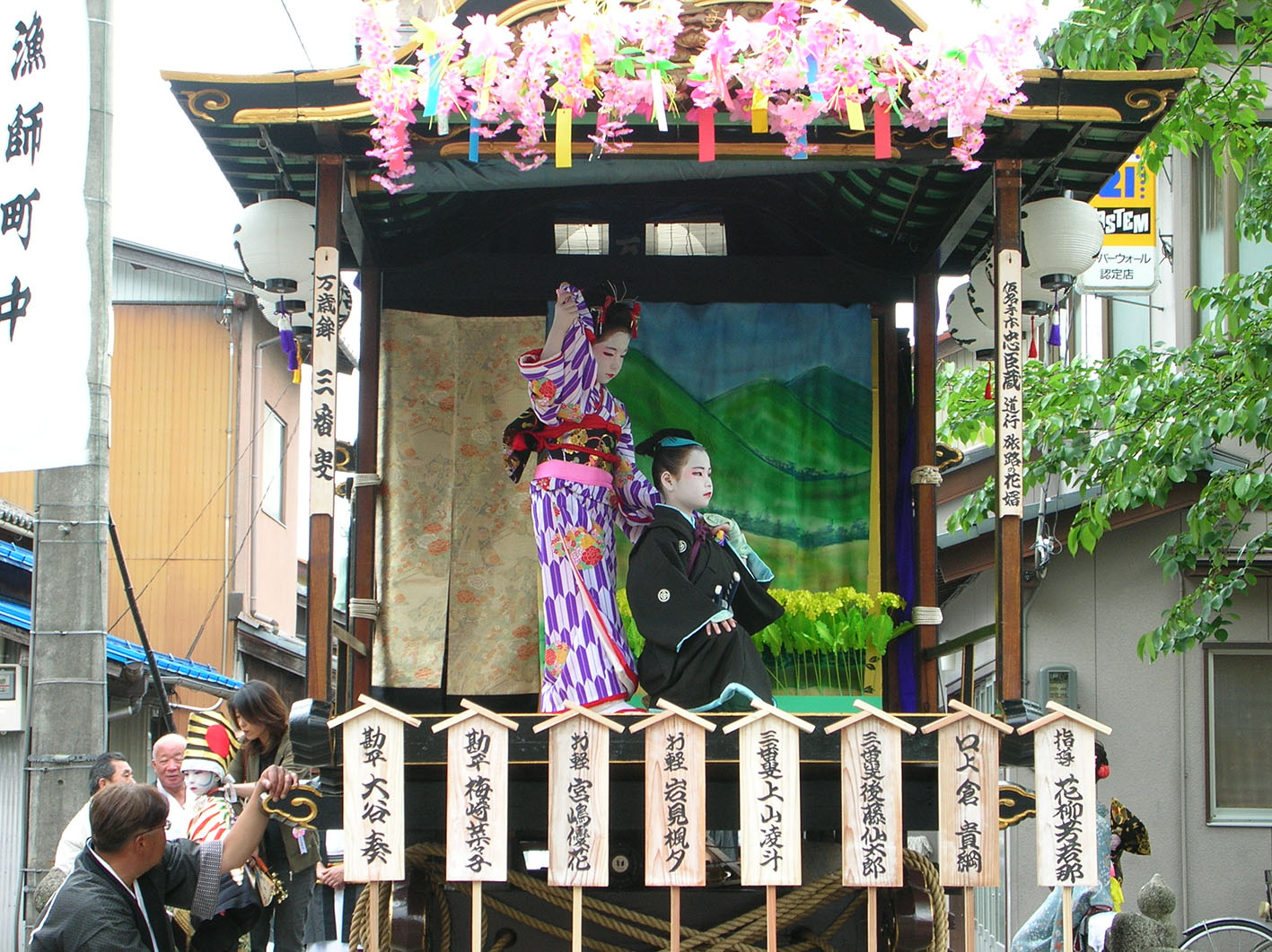
2008年に巡行した万歳鉾。山王宮の鳥居前で子供歌舞伎の奉納を行っている。

曳山のことを宮津では屋台と呼んでいる。万歳鉾は宮津祭（山王祭）の曳山のなかで唯一現在も巡幸している芸屋台である。
江戸時代の宮津祭（山王祭）では神輿巡幸と浮太鼓を漁師町が担当し、神楽を山王下（宮町）が、そしてそれ以外の町内が「屋台巡行」を執り行っていた。各町はご神体を乗せた「山屋台」と子供歌舞伎を演じる「芸屋台」との2台を所有し、その2台をセットにして山の名が付けられていた。寛政元年（1789年）の「山王祭礼行列覚」では、行列順に「鈴鹿山」（本町）・「三輪山」（本町）・「春日山」（魚屋町）・「高砂山」（魚屋町）・「稲荷山」（万町）・「天神山」（万町）・「万歳鉾」（職人町）・「岩戸山」（白柏町）・「日吉山」（白柏町）・「紅葉山」（河原町）・「蛭子山」（葛屋町）・「住吉山」（猟師町）・「明神山」（川向町）の記述が見られる。実に26基の山・芸屋台を繰り出していたわけである。そうした賑やかな曳山の祭礼の姿は、その後の天保12年（1841年）の宮津祭（山王祭）を描いた「山王祭礼図絵馬」（宮津市指定文化財）にも残されている。また、絵馬の中の各々の芸屋台で子供歌舞伎が演じられている描写の一部は近年宮津市により複製として復元され、みやづ歴史の館に展示されている。その後、1町に2基ある屋台は1基に統合されてその名を変え、また山屋台は姿を消し芸屋台だけが「山」の名を残したまま伝えられて来た。現在、宮津祭当日に白柏会館には2体の猿の人形が展示されるが、それが白柏町がかつて巡行させていた日吉山の山屋台のご神体である。
万歳鉾は他の屋台が「山」と呼ばれる中で、唯一「鉾」の名を冠する屋台である。山王祭礼図では他町の山屋台が上部にご神体を乗せただけの屋台であるのに対し、万歳鉾だけがその上に高く聳える鉾を持った姿で描かれている。「相楽山」（白柏町・岩戸山と日吉山が統合）、「相生山」（魚屋町・春日山と高砂山が統合）など、今日も芸屋台は宮津の町内にその幾つかが保存されているが、万歳鉾は当初から変わることなくその名が伝わる山王祭礼の貴重な屋台であると言える。また、現在でも不定期ながら巡行を行い子供歌舞伎を演じているのは宮本町の万歳鉾だけである。直近では2008年（平成20年）の宮津祭に登場し、子供歌舞伎「仮名手本忠臣蔵 道行旅路の花婿」を演じている。